# Giovanni Battista Cuneo
Giovanni Battista Cuneo (Oneglia, 1809 — Florença, 18 de Dezembro de 1875) marinheiro de profissão, destacou-de posteriormente como  jornalista, político, escritor e revolucionário italiano, com passagem pela Argentina, Uruguai e Rio Grande do Sul na ocasião em que se formavam as repúblicas do sul da América.
Aderiu ao movimento Jovem Itália e em 1833 conheceu a Giuseppe Garibaldi em Taganrog, no sul do Mar Negro, a quem apresentou a organização. Mais tarde se encarregou de difundir as ideias de Giuseppe Mazzini entre os imigrantes italianos na Argentina.
Morando no Uruguai, apoiou Revolução Farroupilha intermediando negócios com Montevidéu . Após a saída de Luigi Rossetti da redação de O Povo, viajou de Montevideu para o território rio-grandense, onde permaneceu pouco tempo. Iniciou suas atividades no jornal farroupilha em sua edição de número 156, do dia 6 de maio, permanecendo no cargo apenas até a publicação do 160º número do periódico, de 22 de maio, já que a tipografia farroupilha foi atacada por tropas imperiais e destruída. Cuneo resolveu não ingressar nas fileiras de guerra dos republicanos e retornou ao Uruguai.
No Uruguai, em Montevideo fundou diversos jornais, como o  L'Italiano (1842) e Il Legionario Italiano (1844), durante este período foi um colaborador próximo de Garibaldi.
Em 1849 foi eleito deputado no Parlamento subalpino italiano, porém manteve-se em contato com a realidade da América do Sul. Em 1863 é nomeado responsável geral pela emigração na Argentina.
Cuneo é lembrado acima de tudo, por ser o primeiro escritor autor de uma biografia sobre Garibaldi.

## Obra
- Biografia di Giuseppe Garibaldi compilata da G. B. Cuneo (Deputato).   Tipografia Fory e Dalmazzo, Torino, 1850. eletrônica